# Harbinger (cheval)
Harbinger, né le 12 mars 2006, est un cheval de course pur-sang, spécialisé dans les courses de plat. Il est connu pour sa victoire dans les King George VI and Queen Elizabeth Diamond Stakes en 2010.   

## Carrière de course
Acquis aux ventes de yearling pour 180 000 Guinées, Harbinger est envoyé à Newmarket chez Michael Stoute, qui le fait débuter tard, au mois d'avril de ses 3 ans dans une course pour inédits tardifs où il prend la deuxième place. Il trouve son jour quelques semaines plus tard dans un style convaincant qui lui ouvre la porte des courses de groupe. C'est donc en favori qu'il se présente au départ des Gordon Stakes, un groupe 3 qu'il remporte facilement. Et encore plus en favori à l'étage supérieur, dans les Great Voltigeur Stakes. Mais là, c'est la douche froide : le poulain finit bon dernier sans explication, une performance qui semble trop mauvaise pour être exacte. On le retrouve en fin de saison dans les St. Simon Stakes, où il ne peut faire mieux que troisième.    
Encore tout neuf à 4 ans, Harbinger ne connaîtra plus jamais la défaite. Il fait une grosse impression dès sa rentrée dans les John Porter Stakes, puis enchaîne avec les 2 700 mètres des Ormonde Stakes, où il fait étalage de sa tenue. Michael Stoute le dirige ensuite vers les Hardwicke Stakes durant le meeting royal d'Ascot, où il écrase la concurrence. Son nom circulant pour une ambitieuse candidature dans le Prix de l'Arc de Triomphe, il est grand temps d'affronter les tout meilleurs, et ce sera dans les King George & Queen Elizabeth Stakes, "l'Arc de l'été". Le plateau est relevé, ils ne sont que six au départ, dont un leader, donc cinq candidats à la victoire, mais tous avec de sérieux arguments. À commencer par son compagnon d'entraînement Workforce, époustouflant vainqueur du Derby d'Epsom par 7 longueurs et grand favori de l'épreuve devant Harbinger. Il y a aussi Youmzain, qui a réussi l'unique et incroyable exploit de se classer deuxième des trois derniers Prix de l'Arc de Triomphe. Et Cape Blanco, qui avait défait Workforce dans une préparatoire du Derby puis a remporté l'Irish Derby. Et enfin la française Daryakana, qui s'était offert l'hiver d'avant le Hong Kong Vase. Il y en a un qui a dû peu dormir les nuits précédant la course, c'est Ryan Moore : le jockey britannique est le partenaire attitré de Workforce et de Harbinger et, n'ayant qu'un séant comme tout un chacun, il doit choisir où le poser. Sur le dos du meilleur 3 ans d'Europe ou sur celui d'un 4 ans sur la montante ? Il choisit Workforce, assez logiquement au fond étant donné sa démonstration d'Epsom. Mais il a tort.  
Sir Michael Stoute fait appel, pour suppléer Moore, au Français Olivier Peslier, qui découvre donc Harbinger à cette occasion. Et les deux s'entendent très bien, si bien même que le cheval réalise ce jour-là une performance inoubliable. Tout au long du parcours, Workforce et Cape Blanco patientent dans le dos du leader et, à l'entrée de la ligne droite, il semble certain qu'ils vont s'expliquer pour la victoire. Mais derrière Harbinger boit du petit lait. Aux 400 mètres, Peslier l'enclenche, tranquillement, et Harbinger s'envole dans une magnifique action. Il ne reste plus qu'à compter les longueurs : 2, 5, 10, 11 à l'arrivée. Et le tout en 2'26"78, nouveau record de l'épreuve, l'ancien avait 30 ans. C'est éblouissant. On vient de voir l'un des plus beaux vainqueurs de l'histoire des King George et aussi, sans aucun doute, le futur vainqueur de l'Arc. Les bookmakers d'ailleurs le propulsent aussitôt grand favori pour le premier dimanche d'octobre à Longchamp. Et les handicapeurs s'emballent : La FIAH lui attribue un 135, Timeform est euphorique et lâche un 140. Soit rien moins que l'un des dix plus hauts ratings de l'histoire, qui fait de Harbinger l'égal de Dancing Brave, Shergar, Dubaï Millennium et de son contemporain Sea The Stars, qui avaiit tout gagné l'année précédente quand lui-même n'était au mieux qu'un cheval de groupe 3. 140, c'est une livre de moins que Mill Reef.  
Le problème, c'est qu'on ne reverra plus jamais Harbinger sur un hippodrome. Avant de fondre sur l'Arc, Michael Stoute avait prévu de courir les International Stakes à York. C'est en pleine préparation pour cette course que le cheval se fracture un os de la jambe. C'en est fini de sa carrière. On ne verra pas Harbinger s'envoler sur la ligne droite de Longchamp. Workforce et Ryan Moore, eux, étaient bien présents à Paris ce jour-là et d'ailleurs ils ont gagné.  

### Résumé de carrière
| Date        | Hippodrome  | Pays        | Course                               | Statut      | Distance    | Jockey      | Place       | Écart       | Vainqueur ou deuxième |
| 2009, 3 ans | 2009, 3 ans | 2009, 3 ans | 2009, 3 ans                          | 2009, 3 ans | 2009, 3 ans | 2009, 3 ans | 2009, 3 ans | 2009, 3 ans | 2009, 3 ans           |
| ----------- | ----------- | ----------- | ------------------------------------ | ----------- | ----------- | ----------- | ----------- | ----------- | --------------------- |
| 16 avril    | Newmarket   | Royaume-Uni | Salinity Wood Ditton Stakes          | Inédits     | 1 600 m     | R. Moore    | 2e / 10     | 3/4         | Militarist            |
| 6 mai       | Chester     | Royaume-Uni | Premier Dream Maiden Stakes          | maiden      | 2 100 m     | R. Moore    | 1er / 11    | 3           | Changingoftheyard     |
| 28 juillet  | Goodwood    | Royaume-Uni | Gordon Stakes                        | Gr. 3       | 2 400 m     | R. Moore    | 1er / 9     | 1 ¾         | Firebet               |
| 18 août     | York        | Royaume-Uni | Great Voltigeur Stakes               | Gr. 2       | 2 400 m     | R. Moore    | 7e / 7      | 27          | Monitor Closely       |
| 24 octobre  | Newbury     | Royaume-Uni | St. Simon Stakes                     | Gr. 3       | 2 400 m     | R. Moore    | 3e / 11     | 6 ¼         | High Heeled           |
| 2010, 4 ans |             |             |                                      |             |             |             |             |             |                       |
| 17 avril    | Newbury     | Royaume-Uni | John Porter Stakes                   | Gr. 3       | 2 400 m     | R. Moore    | 1er / 15    | 3           | Manifest              |
| 7 mai       | Chester     | Royaume-Uni | Ormonde Stakes                       | Gr. 2       | 2 700 m     | R. Moore    | 1er / 6     | 1 ½         | Age of Aquarius       |
| 19 juin     | Ascot       | Royaume-Uni | Hardwicke Stakes                     | Gr. 2       | 2 400 m     | R. Moore    | 1er / 11    | 3 ½         | Duncan                |
| 24 juillet  | Ascot       | Royaume-Uni | King George & Queen Elizabeth Stakes | Gr. 1       | 2 400 m     | O. Peslier  | 1er / 6     | 11          | Cape Blanco           |

## Au haras

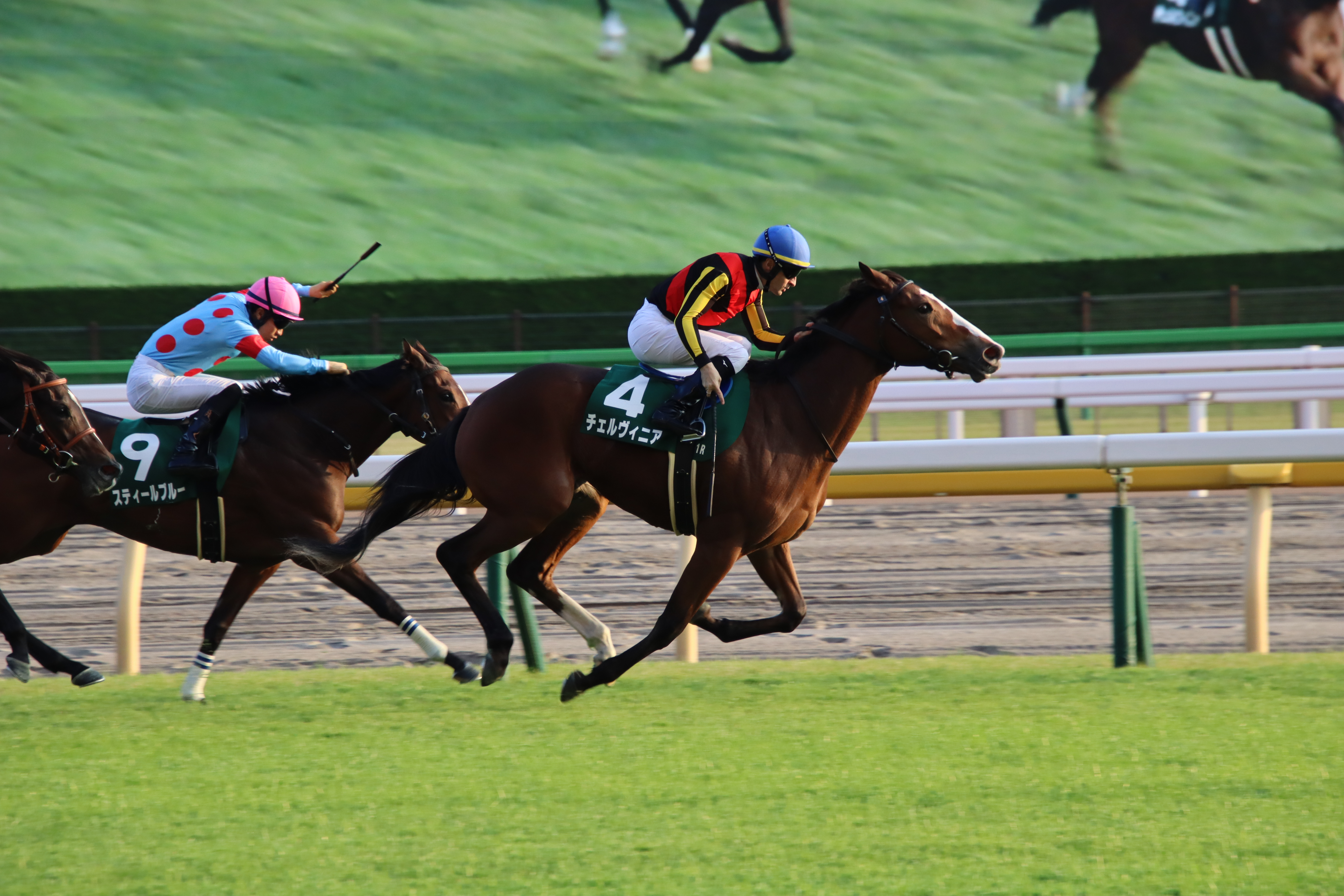
Cervinia

À l'automne 2010, Harbinger est vendu à Shadai, le plus grand haras japonais, où le rejoindra d'ailleurs Workforce un an plus tard. Son prix de saillie n'est pas rendu public avant 2019, où il est annoncé à 6 millions de yens, environ 45 000 €. Entre-temps, il a donné plusieurs bons chevaux, parmi lesquels on peut citer (avec entre parenthèse le père de mère) :
- Deirdre (Special Week) : Shūka Shō, Nassau Stakes, 2e Hong Kong Cup, 3e Dubaï Turf, Champion Stakes.
- Cervinia (King Kamehameha) : Yūshun Himba, Shuka Shō.
- Mozu Katchan (King Kamehameha) : Queen Elizabeth II Cup, 2e Yushun Himba, 3e Shūka Shō
- Persian Knight (Sunday Silence) : Mile Championship, 2e Satsuki Sho, Osaka Hai.
- Normcore (Kurofune) : Victoria Mile, Hong Kong Cup.
- Blast Onepiece (King Kamehameha) : Arima Kinen.
- Namur (Daiwa Major) : Mile Championship.
- Arma Veloce (Daiwa Major) : Hanshin Juvenile Fillies.

## Origines
Harbinger est un fils du miler Dansili, qui n'était pas un champion mais s'est révélé un formidable étalon, père d'une vingtaine de lauréats de groupe 1, parmi lesquels l'Arc-winner Rail Link ou encore Flintshire. Sa mère Penang Pearl, fille du champion français Bering, avait de la qualité puisqu'elle a remporté une Listed, mais elle n'eut pas d'autre produit de bon niveau. L'un d'eux, par Galileo, avait pourtant fait monter les enchères à 2,6 millions guinées en 2014, mais il n'a rien montré en compétition et a fini étalon en Serbie.  

### Pedigree
| Origines de Harbinger (GB), mâle bai né en 2006 | Origines de Harbinger (GB), mâle bai né en 2006 | Origines de Harbinger (GB), mâle bai né en 2006 | Origines de Harbinger (GB), mâle bai né en 2006 |
| ----------------------------------------------- | ----------------------------------------------- | ----------------------------------------------- | ----------------------------------------------- |
| Père Dansili                                    | Danehill                                        | Danzig                                          | Northern Dancer                                 |
| Père Dansili                                    | Danehill                                        | Danzig                                          | Pas de Nom                                      |
| Père Dansili                                    | Danehill                                        | Razyana                                         | His Majesty                                     |
| Père Dansili                                    | Danehill                                        | Razyana                                         | Spring Adieu                                    |
| Père Dansili                                    | Hasili                                          | Kahyasi                                         | Ile de Bourbon                                  |
| Père Dansili                                    | Hasili                                          | Kahyasi                                         | Kadissya                                        |
| Père Dansili                                    | Hasili                                          | Kerali                                          | High Line                                       |
| Père Dansili                                    | Hasili                                          | Kerali                                          | Sookera                                         |
| Mère Penan Pearl                                | Bering                                          | Arctic Tern                                     | Sea Bird                                        |
| Mère Penan Pearl                                | Bering                                          | Arctic Tern                                     | Bubbling Beauty                                 |
| Mère Penan Pearl                                | Bering                                          | Beaune                                          | Lyphard                                         |
| Mère Penan Pearl                                | Bering                                          | Beaune                                          | Barbra                                          |
| Mère Penan Pearl                                | Guapa                                           | Shareef Dancer                                  | Northern Dancer                                 |
| Mère Penan Pearl                                | Guapa                                           | Shareef Dancer                                  | Sweet Alliance                                  |
| Mère Penan Pearl                                | Guapa                                           | Sauce Boat                                      | Connaught                                       |
| Mère Penan Pearl                                | Guapa                                           | Sauce Boat                                      | Cranberry Sauce (famille 1-k)                   |